# Mistrzostwa Świata Juniorów w Snowboardzie 2008
Mistrzostwa Świata juniorów w Snowboardzie 2008 – dwunaste mistrzostwa świata juniorów w snowboardzie. Odbyły się w dniach 17–21 marca 2008 roku we włoskim ośrodku narciarskim Valmalenco.

## Wyniki

### Mężczyźni
| Konkurencja       | Data     | Złoto           | Srebro         | Brąz                 |
| Halfpipe          | 20 marca | Daniel Friberg  | Kazuumi Fujita | Keito Kumazaki       |
| Gigant równoległy | 17 marca | Jure Hafner     | Lukas Mathies  | Christoph Maltschnig |
| Slalom równoległy | 18 marca | Radosaw Jankow  | Christoph Mick | Christoph Maltschnig |
| Snowcross         | 21 marca | David Durand    | Mathias Schöpf | Tony Ramoin          |
| Big air           | 19 marca | Petja Piiroinen | Roger Kleivdal | Tero Manninen        |

### Kobiety
| Konkurencja       | Data     | Złoto                | Srebro                  | Brąz              |
| Halfpipe          | 20 marca | Sophie Rodriguez     | Kaitlyn Farrington      | Linn Haug         |
| Gigant równoległy | 17 marca | Hilde-Katrine Engeli | Ina Meschik             | Alona Zawarzina   |
| Slalom równoległy | 18 marca | Selina Jörg          | Hilde-Katrine Engeli    | Viktoria Stefaner |
| Snowcross         | 21 marca | Marion Perez         | Callan Chythlook-Sifsof | Brooke Shaw       |
| Big air           | 19 marca | Šárka Pančochová     | Helene Olafsen          | Enni Rukajärvi    |

## Tabela medalowa
| Lp. | Państwo           | złoto | srebro | brąz | Suma |
| --- | ----------------- | ----- | ------ | ---- | ---- |
| 1   | Francja           | 3     | 0      | 1    | 4    |
| 2   | Norwegia          | 1     | 3      | 1    | 5    |
| 3   | Finlandia         | 1     | 0      | 2    | 3    |
| 4   | Bułgaria          | 1     | 0      | 0    | 1    |
| 4   | Czechy            | 1     | 0      | 0    | 1    |
| 4   | Niemcy            | 1     | 0      | 0    | 1    |
| 4   | Słowenia          | 1     | 0      | 0    | 1    |
| 4   | Szwajcaria        | 1     | 0      | 0    | 1    |
| 9   | Austria           | 0     | 3      | 3    | 6    |
| 10  | Stany Zjednoczone | 0     | 2      | 1    | 3    |
| 11  | Japonia           | 0     | 1      | 1    | 2    |
| 12  | Włochy            | 0     | 1      | 0    | 1    |
| 13  | Rosja             | 0     | 0      | 1    | 1    |